# Фотиев, Пётр Петрович
Пётр Петрович Фотиев (1862—1914) — полковник, герой Первой мировой войны.

## Биография
Родился 7 декабря 1862 года. Образование получил в Санкт-Петербургском Владимирском городском училище, по окончании которого 17 сентября 1882 года был зачислен в Рижское пехотное юнкерское училище.
Выпущен 17 января 1888 года подпоручиком в 145-й пехотный Новочеркасский полк. 19 января 1892 года произведён в поручики, 6 мая 1900 года — в штабс-капитаны и 6 мая 1901 года — в капитаны.
В 1904—1905 годах Фотиев принимал участие в русско-японской войне, за отличия был награждён орденами св. Анны 3-й степени с мечами и бантом, св. Анны 2-й степени с мечами и св. Станислава 2-й степени с мечами. В 1906 году за боевые отличия был произведён в подполковники (со старшинством от 28 сентября 1904 года).
6 декабря 1910 года Фотиев получил чин полковника и вскоре был переведён в 131-й пехотный Тираспольский полк.
Вскоре после начала Первой мировой войны Фотиев получил в командование 279-й пехотный Лохвицкий полк. Высочайшим приказом от 2 июня 1915 года полковник Фотиев был посмертно награждён орденом св. Георгия 4-й степени
За то, что 1 ноября 1914 г. во главе резерва полка отбил занятый превосходными силами неприятеля фольв. Виктория, оказал помощь своим войскам, находившимся в трудном положении и выручил своих от грозившей им опасности. Свой подвиг запечатлел смертью на поле боя.
Среди прочих наград Фотиев имел орден св. Владимира 4-й степени (1910 год).